# Richard Henry Wilde

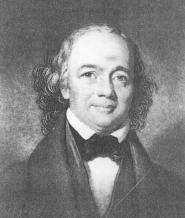
Richard Henry Wilde

Richard Henry Wilde (* 24. September 1789 in Dublin, Irland; † 10. September 1847 in New Orleans, Louisiana) war ein US-amerikanischer Politiker. Zwischen 1815 und 1835 vertrat er mehrfach den Bundesstaat Georgia im US-Repräsentantenhaus.

## Werdegang
Im Jahr 1797 kam Richard Wilde mit seinen Eltern in die Vereinigten Staaten, wo sie sich in Baltimore (Maryland) niederließen. Dort erhielt der junge Richard eine eher bescheidene Grundschulausbildung. Im Jahr 1802 zog er nach Augusta in Georgia. Dort wurde er zunächst im Handel tätig. Nach einem Jurastudium und seiner im Jahr 1809 erfolgten Zulassung als Rechtsanwalt begann er in Augusta in seinem neuen Beruf zu arbeiten. Zwischen 1811 und 1813 war er Staatsanwalt am Obergericht im Richmond County. Damit war er nach der damaligen Praxis auch ex officio Attorney General seines Staates.
Politisch war Wilde zunächst Mitglied der Demokratisch-Republikanischen Partei. Bei den staatsweit ausgetragenen Kongresswahlen des Jahres 1814 wurde er für das erste Abgeordnetenmandat des Staates Georgia in das US-Repräsentantenhaus in Washington, D.C. gewählt, wo er am 4. März 1815 die Nachfolge von William Barnett antrat. Da er bei den Wahlen des Jahres 1816 nicht bestätigt wurde, konnte er bis zum 3. März 1817 zunächst nur eine Legislaturperiode im Kongress absolvieren. Nach dem Rücktritt des Abgeordneten Thomas W. Cobb wurde Wilde als dessen Nachfolger für das siebte Mandat von Georgia in den Kongress gewählt. Dort konnte er zwischen dem 7. Februar und dem 3. März 1825 aber nur die laufende Legislaturperiode beenden.
Nach der Auflösung seiner Partei in den 1820er Jahren schloss sich Richard Wilde Andrew Jackson und dessen 1828 gegründeter Demokratischen Partei an. In den Jahren 1824 und 1826 bewarb er sich erfolglos um seinen Verbleib bzw. seine Rückkehr in den Kongress. Nach dem Rücktritt des Abgeordneten John Forsyth wurde er als Kandidat der Jackson-Fraktion bei der fälligen Nachwahl für den fünften Abgeordnetensitz in das US-Repräsentantenhaus gewählt, wo er am 17. November 1827 sein neues Mandat antrat, das er nach einigen Wiederwahlen als Kandidat der Demokraten bis zum 3. März 1835 ausüben konnte. Diese Zeit war bis 1829 von den Spannungen zwischen Anhängern und Gegnern von Andrew Jackson bestimmt.
Im Jahr 1834 wurde Richard Wilde nicht wiedergewählt. Zwischen 1835 und 1840 bereiste er Europa, wo er sich mit literarischen Angelegenheiten befasste. Er verfasste selbst einige Gedichte und andere Schriften. Im Jahr 1843 zog Wilde nach New Orleans, wo er als Anwalt arbeitete. Außerdem lehrte er an der University of Louisiana das Fach Verfassungsrecht. Richard Wilde starb am 10. September 1847 in seiner neuen Heimatstadt.